# Evropské povodně 2002

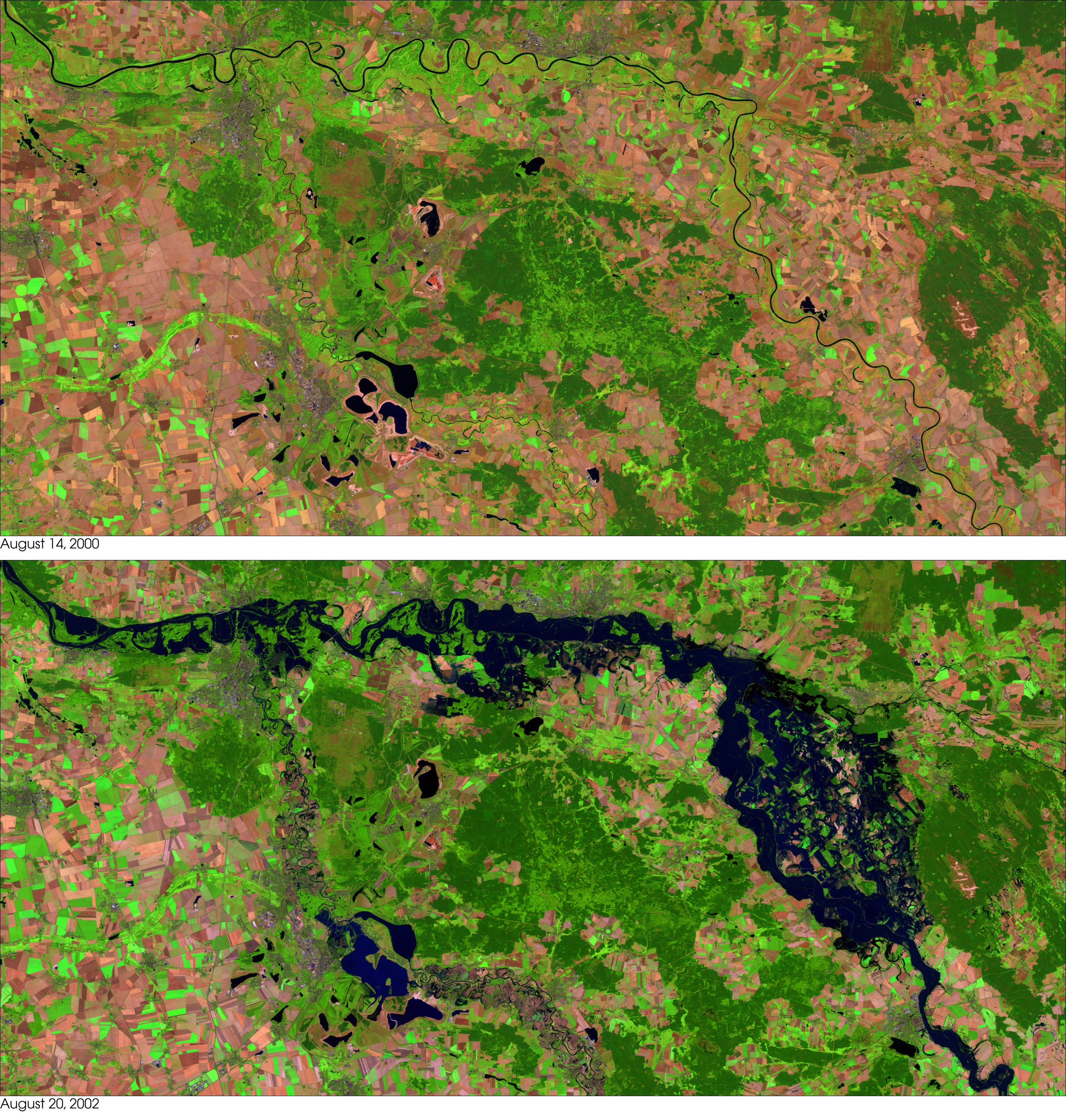
Snímek NASA zachycující povodeň na Labi

V srpnu 2002 způsobily silné dlouhotrvající deště vzestup hladin řek Vltavy, Labe, Dunaje a dalších jejich přítoků. Toto vzedmutí dosáhlo úrovně stoleté vody. Povodeň způsobila smrt desítek lidí a škody v řádech miliard eur. Postihla území Česka, Chorvatska, Maďarska, Německa, Polska, Rakouska, Rumunska.

## Vznik povodně
Jednou z příčin katastrofální povodně je podle částí odborníků klimatický jev El Niño. Povodeň odstartovaly silné deště v Alpách. Povodňová vlna pak postupovala po Dunaji. Škody z této povodňové vlny však nebyly tak velké jako z následující.
Tlaková níže způsobující srážky začala ovlivňovat počasí na Šumavě, Krušných horách a Krkonoších (v pramenné oblasti Vltavy a Labe). Výsledkem byla katastrofální povodeň, která postihla Dolní Rakousy, většinu Česka, Sasko a Durynsko.

## Labe

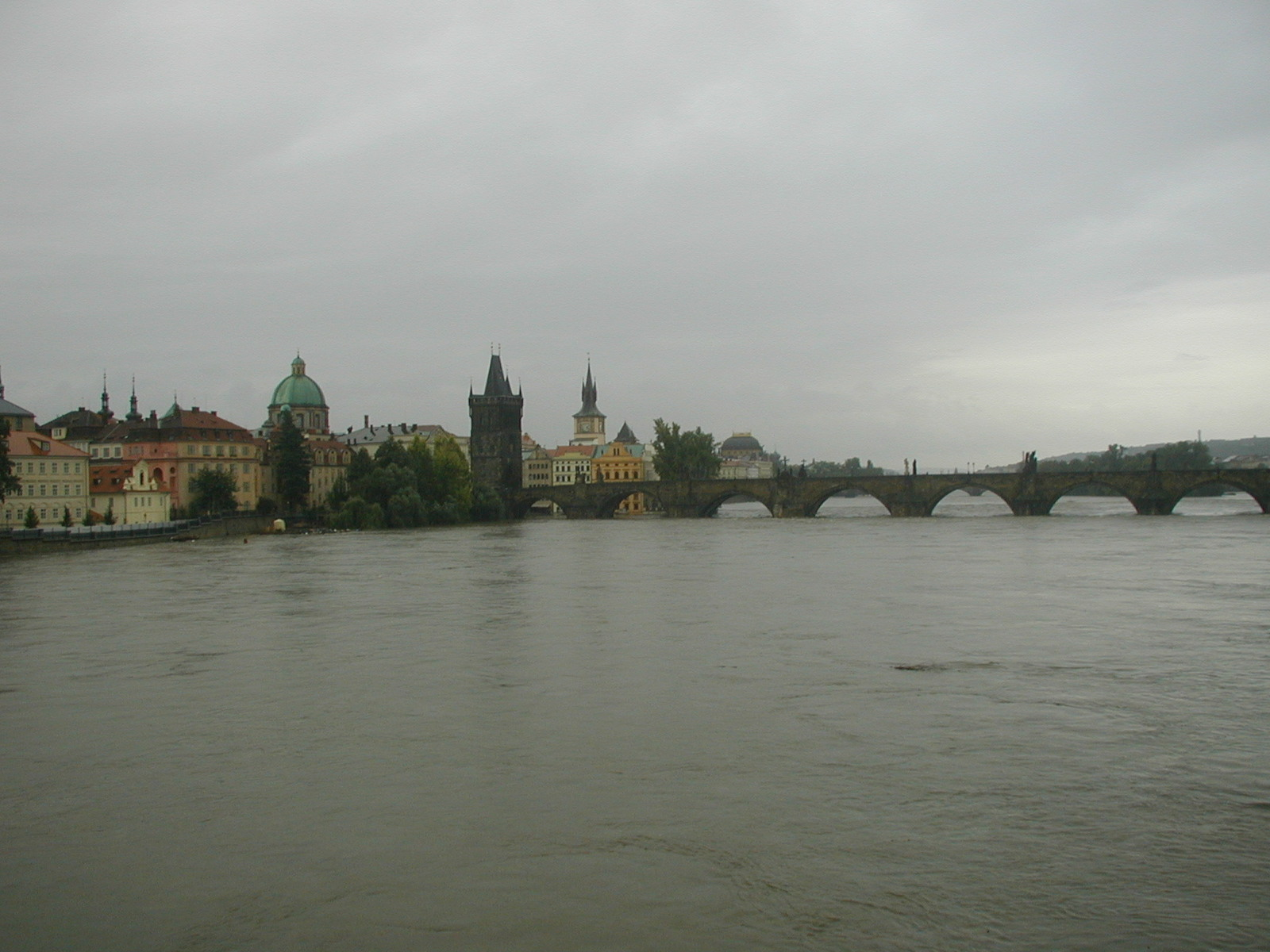
Karlův most během povodně

### Česko
Nejhorší situace byla v Plzeňském a Jihočeském kraji. Praha utrpěla významné škody, když jí postihla nejhorší povodeň za posledních 200 let. Nejvíce postiženými oblastmi hlavního města se staly Karlín, Kampa a Holešovice. Povodeň zatopila pražské metro, jehož znovu zprovoznění vyšlo na 7 miliard korun. Pražské židovské město a Staré Město, byly před zatopením Vltavou uchráněny pomocí barier. Nicméně prosakující voda způsobila významné poškození objektů jako Národní knihovny v Klementinu nebo Národního divadla. Povodeň vytopila také Pražskou zoologickou zahradu, kde musela být některá zvířata utracena.
Povodeň postihla také Terezín a poškodila Terezínský památník. Zapříčinila i únik chlóru a dioxinů ze závodu Spolana Neratovice.
V Česku si povodeň vyžádala celkem 17 lidských životů.

### Německo

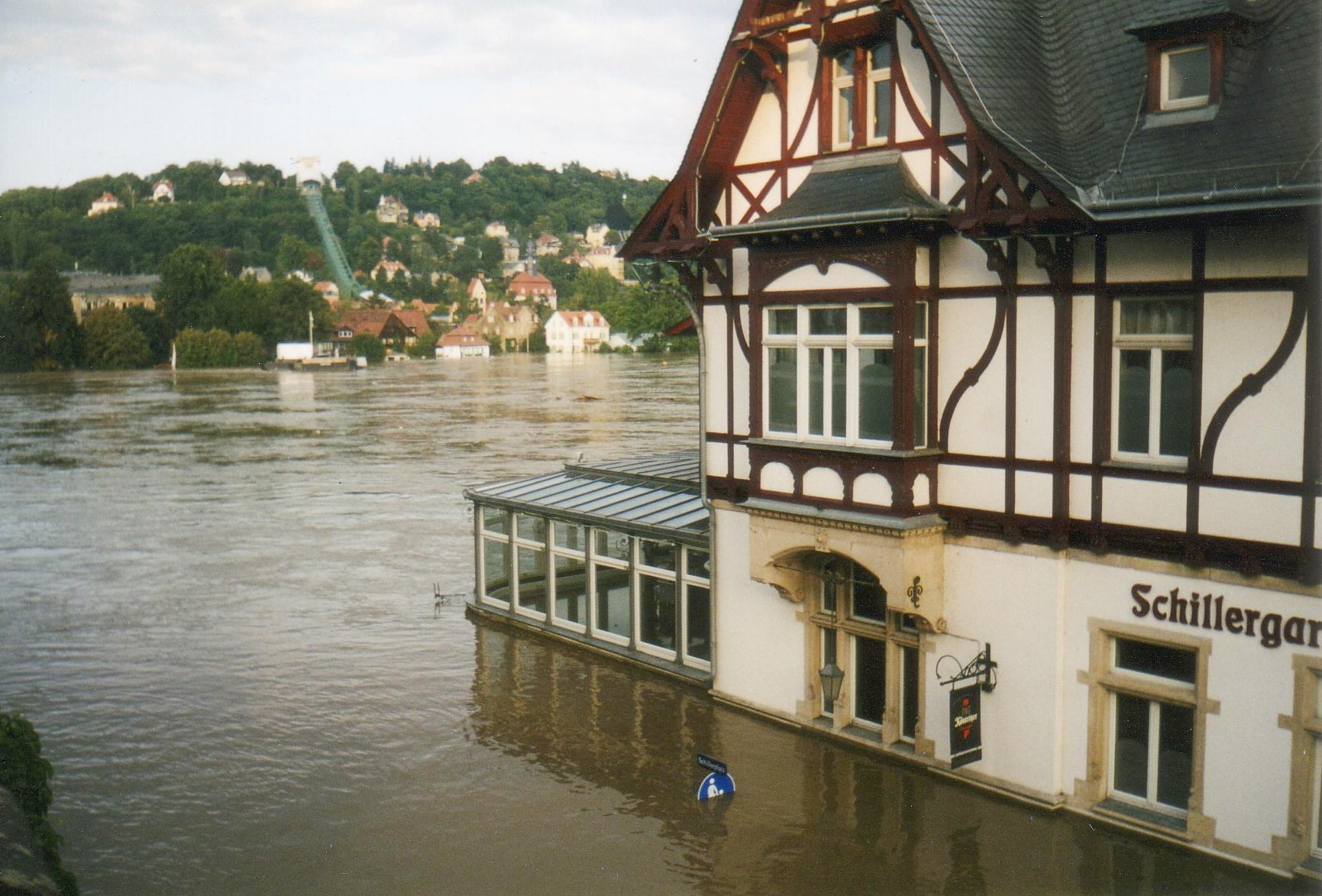
Povodně v Drážďanech

Významné škody utrpěly Drážďany, kde povodňová vlna kulminovala na 8,9 metrech. Z okolí bylo evakuováno na 30 000 lidí a důležité kulturní památky. Například byla vyklizena galerie v Zwingeru.
Povodňová vlna dále postupovala po Labi a zasáhla Durynsko.

## Dunaj
Povodeň na Dunaji zasáhla Vídeň a Bratislavu. Těžce postiženými oblastmi byly Mühlviertel a Waldviertel v Dolním Rakousku. Povodňovou vlnu zbrzdilo vodní dílo Gabčíkovo. Povodně zasáhly i Budapešť, bylo evakuováno 1 700 lidí.

## Důsledky povodně
Po opadnutí vody, když se obyvatelé postižených území začali vracet domů, se začala objevovat hrozba infekčních nemocí. Toto riziko zvyšovalo i vyplavení čističek odpadních vod a chemických závodů. V Česku šlo zejména o závod Spolana Neratovice.
V Česku povodeň způsobila škodu za 73,3 miliard korun. Na Dunaji způsobily povodně škody za 3,1 miliard eur.
Od povodně v roce 2002 se pro stavební a územní návrhy používá výška hladiny Q2002.